# Virtuelle Fachbibliothek Theologie und Religionswissenschaft
Die Virtuelle Fachbibliothek Theologie und Religionswissenschaft (VirTheo) war ein Online-Angebot der Universitätsbibliothek Tübingen „zur Online-Recherche für Theologie sowie Allgemeine und Vergleichende Religionswissenschaft“. Es bestand von Juli 2007 (Testversion) bis Ende 2014 und war über www.virtheo.de zugänglich.
Über eine Metasuchmaschine konnten die Benutzer in ausgewählten Bibliothekskatalogen, wissenschaftlichen Internetangeboten sowie theologischen Fachdatenbanken (z. B. dem Index theologicus) recherchieren. Darüber hinaus bot das Portal Terminhinweise auf theologische Veranstaltungen, aktuelle Nachrichten aus den Fachdisziplinen der Theologie und den Kirchen sowie Serviceangebote für Studierende und Lehrende der Theologie und Religionswissenschaft, darunter auch das Online-Tutorium „LOTSE“ für Theologie und Religionswissenschaft.